# Törökország köztársasági elnökeinek listája
Törökországnak alapításától fogva napjainkig összesen tizenegy köztársasági elnöke volt.

## Elnökök
| Színkód: | CHP | DP | Katonai háttér | ANAP | DYP | AKP | Pártoktól független | Átmeneti |

| Elnök | Elnök | Elnök                   | Hivatalba lépett     | Hivatalból távozott  | Háttere                    |
| ----- | ----- | ----------------------- | -------------------- | -------------------- | -------------------------- |
| 1     |       | Mustafa Kemal Atatürk   | 1923. október 29.    | 1938. november 10.   | CHP                        |
| 2     |       | Mustafa İsmet İnönü     | 1938. november 11.   | 1950. május 22.      | CHP                        |
| 3     |       | Mahmut Celal Bayar      | 1950. május 22.      | 1960. május 27.      | DP                         |
|       |       | Cemal Gürsel            | 1960. május 27.      | 1961. október 10.    | Katonai                    |
| 4     |       | Cemal Gürsel            | 1961. október 10.    | 1966. március 28.    | Katonai                    |
| 5     |       | Cevdet Sunay            | 1966. március 28.    | 1973. március 28.    | Katonai                    |
|       |       | Tekin Arıburun          | 1973. március 29.    | 1973. április 6.     | ideiglenes                 |
| 6     |       | Fahri Korutürk          | 1973. április 6.     | 1980. április 6.     | Katonai                    |
|       |       | İhsan Sabri Çağlayangil | 1980. április 6.     | 1980. szeptember 12. | ideiglenes                 |
|       |       | Kenan Evren             | 1980. szeptember 12. | 1982. november 9.    | Katonai                    |
| 7     |       | Kenan Evren             | 1982. november 9.    | 1989. november 9.    | Katonai                    |
| 8     |       | Turgut Özal             | 1989. november 9.    | 1993. április 7.     | ANAP                       |
|       |       | Hüsamettin Cindoruk     | 1993. április 17.    | 1993. május 16.      | ideiglenes                 |
| 9     |       | Süleyman Demirel        | 1993. május 16.      | 2000. május 16.      | DYP                        |
| 10    |       | Ahmet Necdet Sezer      | 2000. május 16.      | 2007. augusztus 28.  | Az Alkotmánybíróság elnöke |
| 11    |       | Abdullah Gül            | 2007. augusztus 28.  | 2014. augusztus 28.  | AKP                        |
| 12    |       | Recep Tayyip Erdoğan    | 2014. augusztus 28.  | hivatalban           | AKP                        |

## Megbízott elnökök
- Mustafa Abdülhalik Renda: (1938. november 10. – november 11. )
- Tekin Arıburun: (1973. március 29. – 1973. április 6.)
- İhsan Sabri Çağlayangil: (1980. április 6. – 1980. szeptember 12.)
- Hüsamettin Cindoruk: (1993. április 17. – 1993. május 16.)

## Államfők
(A katonai elnökök az "államfő" címet használták a köztársasági elnök helyett.)
- Cemal Gürsel: (1960. május 27. – 1961. október 10.)
- Kenan Evren: (1980. szeptember 12. – 1982. november 9.)

- narancssárga: elnökök hadi tapasztalattal (de választott elnökök)
- vörös: államfők (hadseregből)
- zöld: civil elnökök